# Wouter ter Maat
Wouter ter Maat (* 7. Mai 1991 in Rijssen) ist ein niederländischer Volleyballnationalspieler.

## Karriere
Ter Maat begann seine Karriere 2008 bei Rivo Rijssen. Während er im Verein seiner Heimatstadt spielte, mit der er von der fünften Liga aus mehrfach den Aufstieg schaffte, arbeitete er parallel noch als Automechaniker. 2014 wechselte er zu Landstede Zwolle. Mit Zwolle gewann der Diagonalangreifer 2015 das nationale Double aus Pokal und Meisterschaft. Anschließend ging er nach Belgien zu VDK Gent. Am Ende der Saison wurde er als bester Spieler der Liga ausgezeichnet. Mit der niederländischen Nationalmannschaft nahm er an der Volleyball-Weltliga 2016 teil. Danach wurde er vom deutschen Meister Berlin Recycling Volleys verpflichtet, mit dem er 2017 den Titel verteidigen konnte. Anschließend wechselte ter Maat nach Frankreich zu Paris Volley.